# Fauna de Orsten

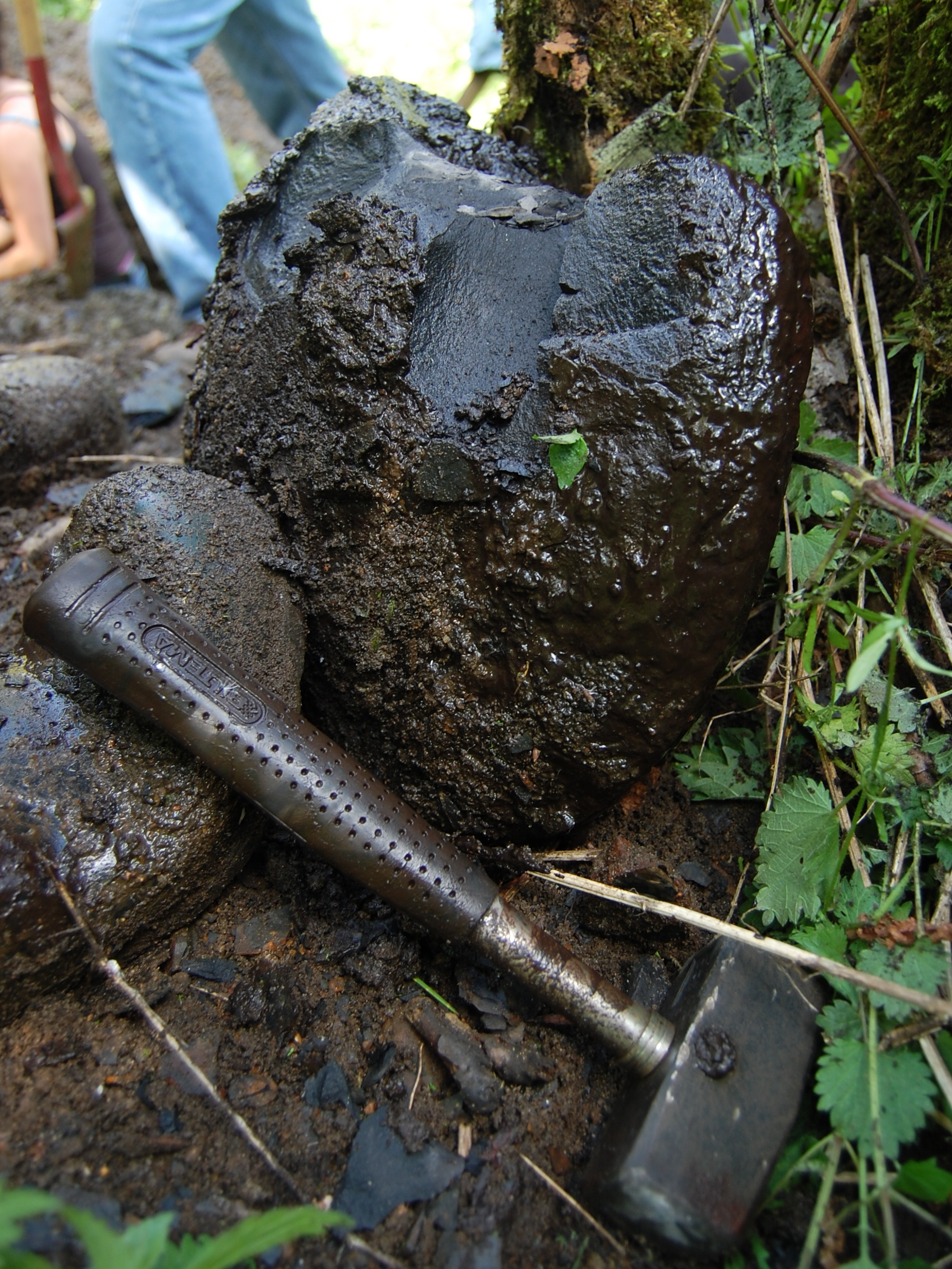
Un "Orsten" de los esquistos de alumbre del Furongiense en Andrarum, sur de Suecia

Se conoce como fósiles o fauna de Orsten a un grupo de organismos fósiles conservados en las lagerstätten de Orsten de las rocas de la serie 3 tardía, piso 4 al Furongiense (Cámbrico superior), especialmente en Kinnekulle y en la isla de Öland, todas ellas en Suecia.
El yacimiento inicial, descubierto en 1975 por Klaus Müller y sus ayudantes, conserva excepcionalmente organismos de cuerpo blando y sus larvas, que se conservan sin haber sido compactadas y en tres dimensiones. Los fósiles están fosfatados y silicificados, por lo que la delicada cutícula quitinosa y las partes blandas no se ven afectadas por los ácidos, que actúan sobre los nódulos de caliza en cuyo interior han sobrevivido los fósiles. Los ácidos disuelven la caliza, dejando al descubierto los microfósiles en un proceso de recuperación denominado "grabado ácido". Para recuperar los fósiles, se han disuelto en ácido más de una tonelada y media de caliza de Orsten, originalmente en un laboratorio específicamente diseñado en Bonn, trasladado más recientemente a Ulm. El residuo insoluble se explora con un microscopio electrónico. Se presume que el fósforo que sustituyó los fósiles por fosfato de calcio procede de gránulos fecales.

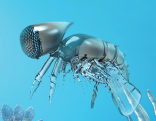
Reconstrucción de Cambropachycope, un artrópodo conocido en la fauna de Orsten

La fauna de Orsten ha mejorado la comprensión de la filogenia y evolución de los metazoos, especialmente entre los artrópodos, gracias en parte a la preservación única de las fases larvarias. Los yacimientos de Orsten revelan la meiofauna bentónica más antigua bien documentada en el registro fósil. Por primera vez se han encontrado fósiles de tardígrados ("osos de agua") y de pentastómidos aparentemente de vida libre.
Los estratos del Cámbrico consisten en esquistos de alumbre con nódulos de caliza (la Formación del esquisto de Alumbre), que se interpretan como los productos de un hábitat de agua de fondo marino carente de oxígeno ("disóxico") de una plataforma marina posiblemente de alta mar a profundidades de quizás 50-100 m. El fondo era rico en detritus orgánicos, formando una zona fangosa blanda con flóculos en su capa superficial.
El término "fauna tipo Orsten" se ha usado para designar a otros organismos que no necesariamente provienen del yacimiento inicial en que se descubrieron los fósiles pero que presentan un aspecto y calidad de conservación similar ("preservación tipo Orsten") al de los organismos originalmente encontrados. Se han encontrado otros ejemplares de "fauna tipo Orsten" en Nevada, el este de Canadá, Inglaterra, Polonia, Siberia, China y el Territorio del Norte de Australia.

## Especies descritas

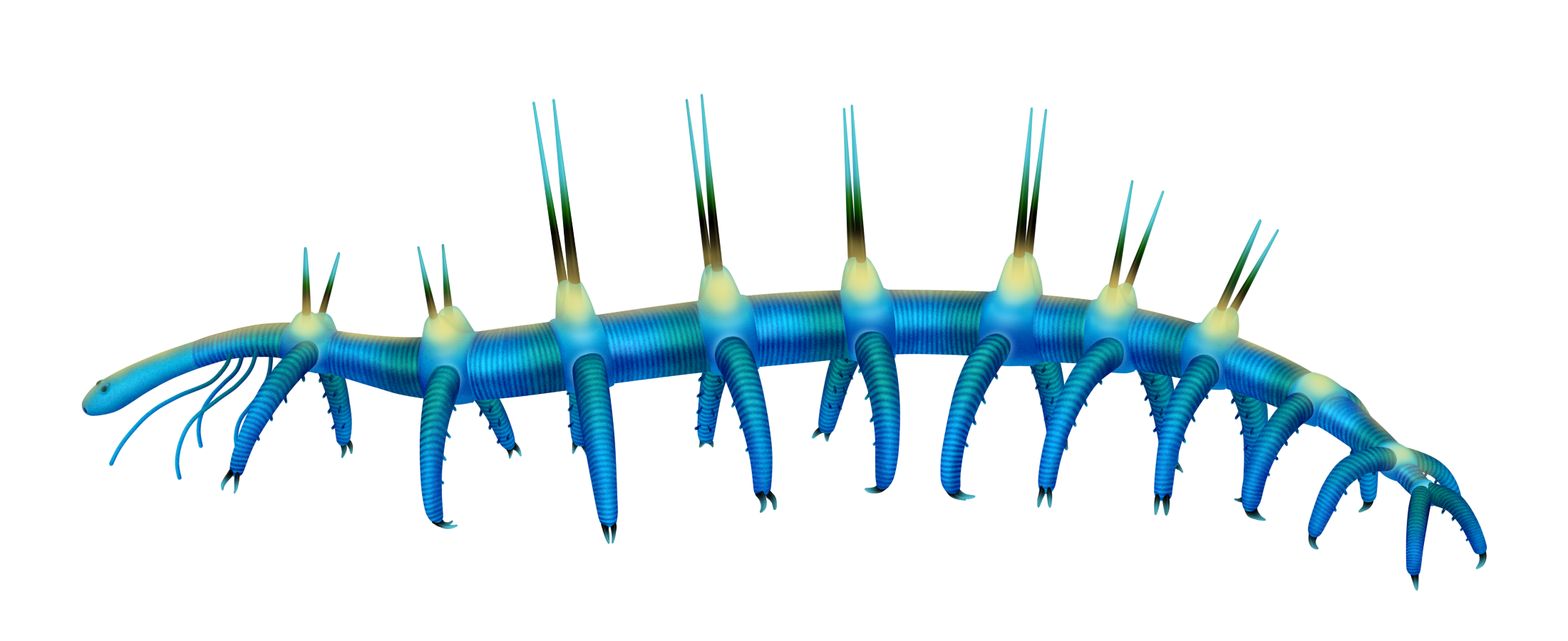
Orstenotubulus, un lobópodo halucigénido conocido entre los fósiles de Orsten

Entre los fósiles de Orsten pueden encontrarse desde lobópodos hasta tardígrados, quelicerados y variados crustáceos.